# Parafia Najświętszej Maryi Panny Królowej Świata w Węgrzynie
Parafia Najświętszej Maryi Panny Królowej Świata w Węgrzynie – jedna z 11 parafii rzymskokatolickich dekanatu radoszyckiego diecezji radomskiej.

## Historia
W 1955 ks. Jan Stępięń na polecenie biskupa Jana Kantego Lorka zwrócił się z prośbą do władz o zgodę na budowę kościoła w Węgrzynie. Wówczas władze tę prośbę odrzuciły. Pozwolenie na budowę świątyni otrzymał dopiero ks. Władysław Kateusz 5 maja 1957. Kościół pw. NMP Królowej Świata, według projektu arch. Józefa Jamroza, zbudowany został w latach 1958 - 1962 z inicjatywy ks. Władysława Kateusza, wikariusza parafii Radoszyce. Początkowo stanowił punkt dojazdowy, a potem ekspozyturę parafii macierzystej. Został poświęcony przez biskupa Piotra Gołębiowskiego w 1962. Konsekracji kościoła dokonał w 1976 biskup Walenty Wójcik. Parafia została założona 1 maja 1981 przez biskupa Edwarda Materskiego. W latach 2012–2014 zbudowano przy świątyni dom parafialny. Kościół jest zbudowany z cegły i z miejscowego czerwonego piaskowca.

## Zasięg parafii
Do parafii należą wierni z następujących miejscowości: Górniki, Grębosze, Kaliga, Łysów, Mularzów, Nalewajków, Węrzyn i Wyrębów. 

## Proboszczowie
- 1957 - 1962 - ks. Władysław Kateusz
- 1962 - 1969 - ks. Marian Adamczyk
- 1969 - 1978 - ks. Henryk Pachucy
- 1978 - 1983 - ks. Stefan Roguś
- 1983 - 1999 - ks. Wiesław Koseła
- 1999 - 2010 - ks. Franciszek Bednarczyk
- 2010 - 2018 - ks. Wojciech Dobczyński
- 2018 - 2023 - ks. Gustaw Kaczkowski
- 2023 - nadal - ks Andrzej Kober